# Cultura do Egito

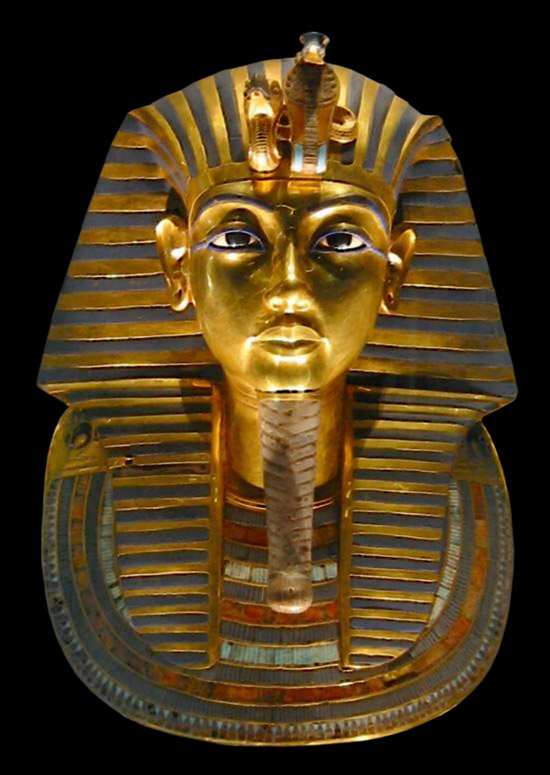
Tutancámon

A cultura do Egito tem milhares de anos de história registrada. O Egito antigo foi uma das civilizações mais antigas do Oriente Médio e da África. Por milênios, o Egito manteve uma cultura surpreendentemente única, complexa e estável que influenciou as culturas posteriores da Europa.

## Línguas

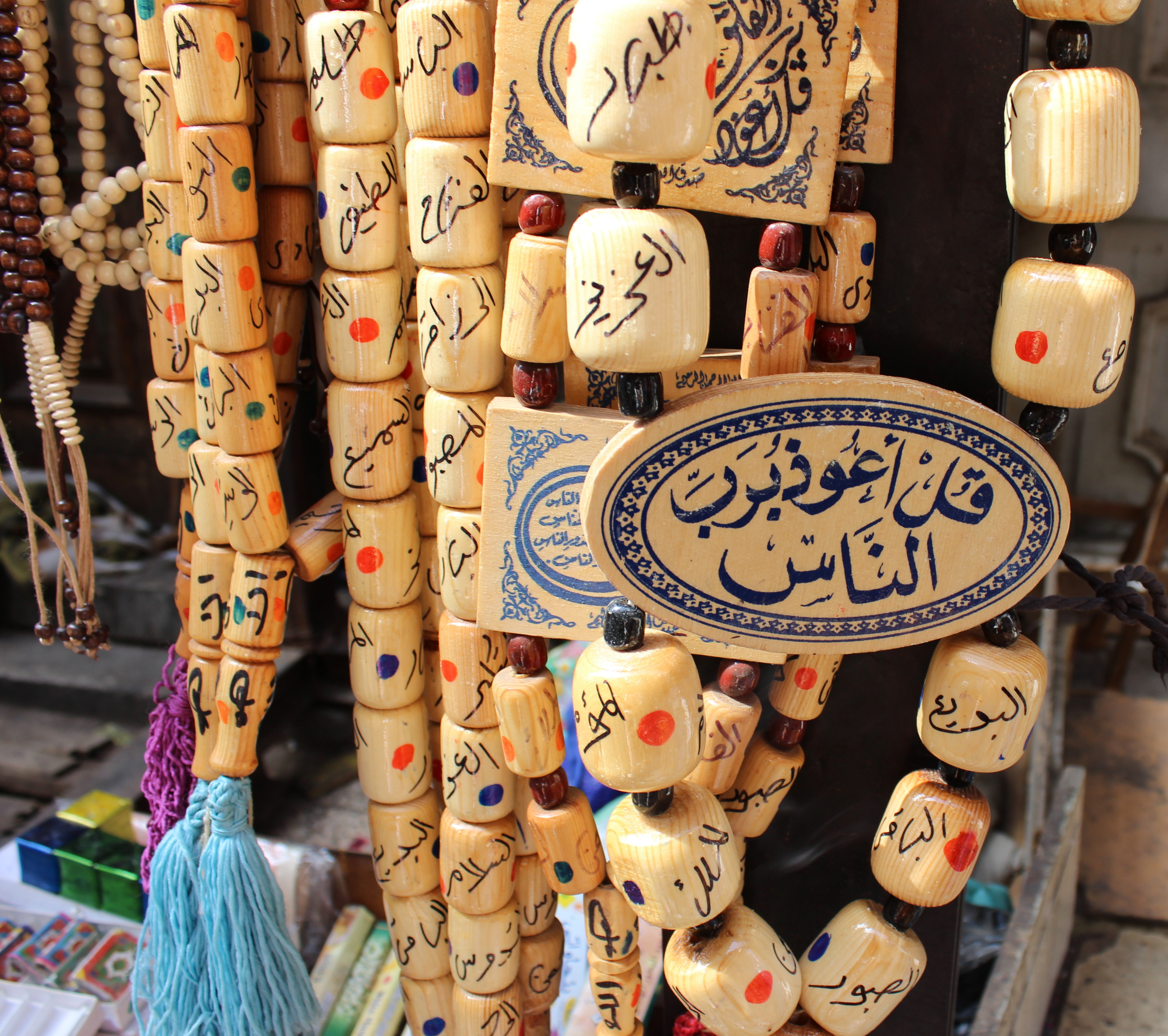
A escrita árabe teve a sua idade de ouro no Cairo. Na imagem, adorno e miçangas sendo vendidos na rua Al-Muizz.

O árabe é atualmente a língua oficial do Egito, chegou ao Egito no século VII, , é a língua formal e oficial do estado que é usada pelo governo e pelos jornais. Enquanto isso, o dialeto árabe egípcio ou Masri é a língua oficial falada do povo. Das muitas variedades do árabe, o dialeto egípcio é o mais falado e o mais compreendido, devido à grande influência do cinema egípcio e da mídia egípcia em todo o mundo de língua árabe. Atualmente, muitos estudantes estrangeiros tendem a aprender isso em músicas e filmes egípcios, e o dialeto está sendo rotulado como um dos mais fáceis e rápidos de aprender. A posição do Egito no coração do mundo de língua árabe fez dele o centro da cultura e seu dialeto generalizado teve uma enorme influência em quase todos os dialetos vizinhos, tendo tantos ditados egípcios em suas vidas diárias.

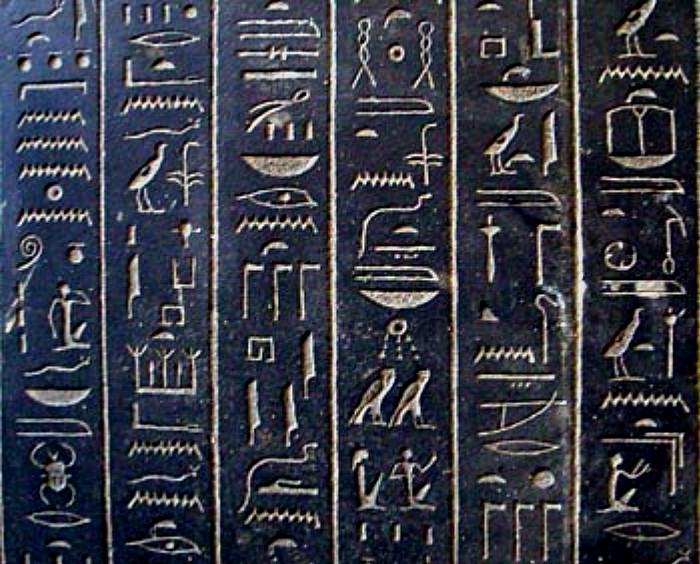
Hieróglifos

A língua egípcia, que formava um ramo separado entre a família das línguas afro-asiáticas, estava entre as primeiras línguas escritas e é conhecida pelas inscrições hieroglíficas preservadas em monumentos e folhas de papiro. A língua copta, o estágio mais recente do egípcio escrito principalmente em alfabeto grego com 7 letras demóticas, é hoje a língua litúrgica da Igreja Ortodoxa Copta.
O dialeto "Koiné" da língua grega era importante na Alexandria helenística e era usado na filosofia e ciência dessa cultura, e mais tarde foi estudado por estudiosos árabes.
No vale do Nilo, no sul do Egito, ao redor de Kom Ombo e Aswan, existem cerca de 300.000 falantes de línguas núbios, principalmente Nobiin, mas também Kenuzi-Dongola. As línguas berberes são representadas por Siwi, falado por cerca de 20.000 em todo o oásis de Siwa. Outras minorias incluem aproximadamente 60.000 falantes de grego em Alexandria e Cairo, bem como aproximadamente 10.000 falantes de armênio.

## Literatura

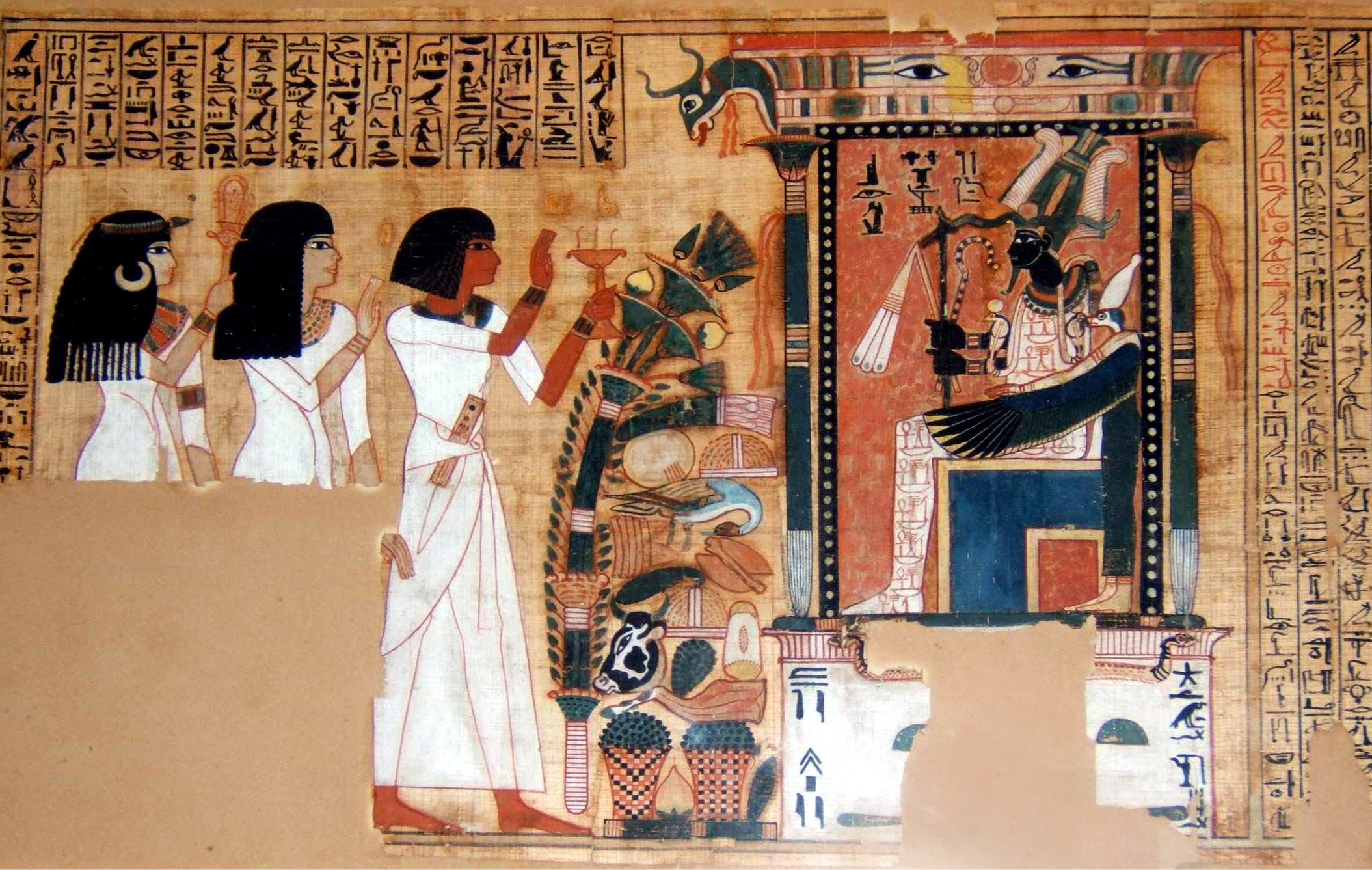
O liro dos mortos (1300 a.c.)

Muitos egípcios acreditavam que, quando se tratasse da morte de seu faraó, eles teriam que enterrar o faraó nas profundezas da pirâmide. A literatura egípcia antiga remonta ao Reino Antigo, no terceiro milênio aC. A literatura religiosa é mais conhecida por seus hinos e seus textos funerários. A literatura egípcia existente mais antiga são os textos das pirâmides: a mitologia e os rituais esculpidos em torno dos túmulos dos governantes.
A literatura secular posterior do Egito antigo inclui os "textos de sabedoria", formas de instrução filosófica. A Instrução de Ptahhotep, por exemplo, é um agrupamento de provérbios morais por um Egto (em meados do segundo milênio aC) parece ter sido extraído de uma classe administrativa de elite, e foi celebrado e reverenciado no Novo Reino (até o fim) do segundo milênio). Com o tempo, os Textos das Pirâmides se tornaram Textos do Caixão (talvez após o fim do Reino Antigo) e, finalmente, a literatura mortuária produziu sua obra-prima, o Livro dos Mortos, durante o Novo Reino..

## Culinária
A culinária egípcia consiste em tradições culinárias locais, como Ful medames, Kushari e Molokhia. Ele também compartilha semelhanças com alimentos encontrados em todo o Mediterrâneo oriental, como kebab e faláfel.

## Arte
A arte egípcia refere-se à arte desenvolvida e aplicada pela civilização do Antigo Egito localizada no vale do rio Nilo no Norte da África. Esta manifestação artística teve a sua supremacia na região durante um longo período de tempo, estendendo-se aproximadamente pelos últimos 3000 anos antes de Cristo e demarcando diferentes épocas que auxiliam na classificação das diferentes variedades estilísticas adotadas: Época Tinita, Império Antigo, Império Médio,  Império Novo, Época Baixa, Período Ptolemaico e vários períodos intermédios, mais ou menos curtos, que separam as grandes épocas, e que se denotam pela turbulência e obscuridade, tanto social e política como artística. Mas embora sejam reais estes diferentes momentos da história, a verdade é que incutem somente pequenas nuances na manifestação artística que, de um modo geral, segue sempre uma vincada continuidade e homogeneidade.
O tempo e os acontecimentos históricos encarregaram-se de ir eliminando os vestígios desta arte ancestral, mas, mesmo assim, foi possível redescobrir algo do seu legado no século XIX, em que escavações sistemáticas trouxeram à luz obras capazes de fascinar investigadores, coleccionadores e mesmo o olhar amador. A partir do momento em que se decifram os hieróglifos na Pedra de Roseta é possível dar passos seguros a caminho da compreensão da cultura, história, mentalidade, modo de vida e naturalmente da motivação artística dos antigos egípcios.

## Mitologia
Mitologia egípcia ou, em sentido lato, religião egípcia refere-se às divindades, mitos e práticas cultuais dos habitantes do Antigo Egito. Não existiu propriamente uma "religião" egípcia, pois as crenças - frequentemente diferentes de região para região - não era a parte mais importante, mas sim o culto aos deuses, que eram considerados os donos legítimos do solo do Egito, terra que tinham governado no passado distante. Uma grande representante do Egito era a Cleópatra, mostrada em vários filmes, seriados e peças.

## Religião

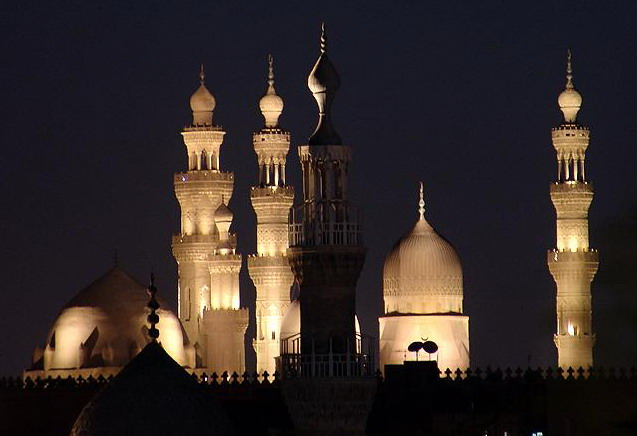
Uma das numerosas mesquitas egípcias.

Segundo dados oficiais, 85% dos egípcios são muçulmanos sunitas, 15% são cristãos, e menos de 1% muçulmanos xiitas.[carece de fontes?]
A população cristã egípcia habita sobretudo no sul do país e nas cidades do Cairo e de Alexandria. A maioria destes cristãos pertencem à Igreja Ortodoxa Copta. Outras comunidades cristãs presentes no país são a arménia apostólica, a católica, a grega ortodoxa e a síria ortodoxa. Os protestantes incluem dezasseis denominações. As Testemunhas de Jeová e a Igreja de Jesus Cristo dos Santos dos Últimos Dias, embora presentes no território, não são reconhecidas pelo estado.

## Feriados nacionais
| Data  | Nome em português | Nome local    | Observações |
| ----- | ----------------- | ------------- | ----------- |
| 13/04 | Festa da Águia    | Aguy Misr Pap |             |